# Isamu Yamaguchi
Isamu Yamaguchi (山口勇?, Yamaguchi Isamu; Tokyo, 4 dicembre 1941) è un ex cestista giapponese.

## Carriera
Con il Giappone ha partecipato ai Campionati del mondo del 1963, segnando 22 punti in 7 partite.